# Fotballklubben Bodø/Glimt 2014
Questa voce raccoglie le informazioni riguardanti il Fotballklubben Bodø/Glimt nelle competizioni ufficiali della stagione 2014.

## Stagione
Il club, sotto la guida tecnica di Jan Halvor Halvorsen, ha raggiunto il tredicesimo posto in campionato, frutto di 10 vittorie, 5 pareggi e 15 sconfitte. In Coppa di Norvegia il club ha superato i primi tre turni (rispettivamente contro Tverlandet, Mo e Tromsø), per poi essere eliminato agli ottavi di finale dallo Stabæk.

## Maglie e sponsor
Lo sponsor tecnico per la stagione 2014 fu Diadora, mentre lo sponsor ufficiale fu SpareBank 1. La divisa casalinga era composta da una maglietta completamente giallo ocra, con inserti neri. La divisa da trasferta fu invece totalmente nera.
| Casa | Trasferta |

## Rosa
| N. |                        | Ruolo | Calciatore          |
| -- | ---------------------- | ----- | ------------------- |
| 1  | Estonia (bandiera)     | P     | Pavel Londak        |
| 2  | Norvegia (bandiera)    | D     | Ruben Imingen       |
| 3  | Stati Uniti (bandiera) | D     | Zarek Valentin      |
| 4  | Norvegia (bandiera)    | D     | Thomas Braaten      |
| 5  | Norvegia (bandiera)    | C     | Thomas Jacobsen     |
| 6  | Norvegia (bandiera)    | C     | Anders Karlsen      |
| 7  | Senegal (bandiera)     | C     | Papa Alioune Ndiaye |
| 8  | Norvegia (bandiera)    | C     | Daniel Berntsen     |
| 8  | Norvegia (bandiera)    | A     | Tommy Knarvik       |
| 9  | Norvegia (bandiera)    | A     | Jim Johansen        |
| 10 | Norvegia (bandiera)    | A     | Abdurahim Laajab    |
| 12 | Norvegia (bandiera)    | P     | Jonas Kolstad       |
| 14 | Norvegia (bandiera)    | C     | Ulrik Saltnes       |
| 15 | Nigeria (bandiera)     | C     | Dominic Chatto      |
| 16 | Norvegia (bandiera)    | C     | Morten Konradsen    |
| 17 | Norvegia (bandiera)    | C     | Mathias Normann     |
| 18 | Norvegia (bandiera)    | D     | Brede Moe           |

| N. |                     | Ruolo | Calciatore           |
| -- | ------------------- | ----- | -------------------- |
| 19 | Senegal (bandiera)  | A     | Moustapha N'Diaye    |
| 20 | Norvegia (bandiera) | C     | Ulrik Berglann       |
| 21 | Norvegia (bandiera) | C     | Daniel Edvardsen     |
| 22 | Norvegia (bandiera) | C     | Martin Pedersen      |
| 23 | Senegal (bandiera)  | C     | Vieux Sané           |
| 24 | Norvegia (bandiera) | D     | Kristian Brix        |
| 25 | Norvegia (bandiera) | P     | Lasse Staw           |
| 27 | Norvegia (bandiera) | C     | Patrick Berg         |
| 28 | Giamaica (bandiera) | A     | Dane Richards        |
| 30 | Norvegia (bandiera) | A     | Trond Olsen          |
| 31 | Norvegia (bandiera) | C     | Alexei Peatcov       |
| 32 | Norvegia (bandiera) | C     | Sidad Najah Chooly   |
| 33 | Norvegia (bandiera) | C     | Marcus Johansen      |
| 34 | Norvegia (bandiera) | C     | Patrik Vold Svendsen |
| 35 | Norvegia (bandiera) | C     | Fredrik Thomassen    |
| –– | Norvegia (bandiera) | D     | Vebjørn Walnum Vinje |

## Calciomercato

### Sessione invernale(dal 01/01 al 31/03)
| Arrivi           | Arrivi            | Arrivi         | Arrivi        |
| R.               | Nome              | da             | Modalità      |
| ---------------- | ----------------- | -------------- | ------------- |
| P                | Lasse Staw        | Aalesund       | definitivo    |
| D                | Kristian Brix     |                | svincolato    |
| D                | Brede Moe         | Rosenborg      | prestito      |
| D                | Zarek Valentin    | CF Montréal    | definitivo    |
| C                | Dominic Chatto    |                | svincolato    |
| A                | Moustapha N'Diaye | Slovan Liberec | prestito      |
| A                | Dane Richards     | Burnley        | definitivo    |
| A                | Trond Olsen       | Viking         | definitivo    |
| Altre operazioni |                   |                |               |
| R.               | Nome              | da             | Modalità      |
| A                | Erlend Robertsen  | Harstad        | fine prestito |
| A                | Vebjörn Grunnvoll | Harstad        | fine prestito |

| Partenze         | Partenze                 | Partenze    | Partenze      |
| R.               | Nome                     | a           | Modalità      |
| ---------------- | ------------------------ | ----------- | ------------- |
| P                | Viktor Noring            |             | svincolato    |
| D                | Godwin Antwi             |             | svincolato    |
| C                | Christian Berg           |             | svincolato    |
| C                | Tommy Knarvik            |             | svincolato    |
| A                | Vegard Braaten           | Alta        | prestito      |
| A                | Viljar Nordberg          | Harstad     | prestito      |
| A                | Erlend Robertsen         | Ranheim     | prestito      |
| A                | Ricardo Djupvik Kahegezo | Innstranden | definitivo    |
| Altre operazioni |                          |             |               |
| R.               | Nome                     | da          | Modalità      |
| D                | Zarek Valentin           | CF Montréal | fine prestito |
| A                | Dane Richards            | Burnley     | fine prestito |

### Sessione estiva(dal 15/07 all'11/08)
| Arrivi           | Arrivi               | Arrivi    | Arrivi        |
| R.               | Nome                 | da        | Modalità      |
| ---------------- | -------------------- | --------- | ------------- |
| D                | Vebjørn Walnum Vinje | Mo        | definitivo    |
| C                | Daniel Berntsen      | Rosenborg | prestito      |
| Altre operazioni |                      |           |               |
| R.               | Nome                 | da        | Modalità      |
| A                | Erlend Robertsen     | Ranheim   | fine prestito |
| A                | Viljar Nordberg      | Harstad   | fine prestito |

| Partenze | Partenze         | Partenze | Partenze   |
| R.       | Nome             | a        | Modalità   |
| -------- | ---------------- | -------- | ---------- |
| A        | Jim Johansen     | Bryne    | prestito   |
| A        | Erlend Robertsen |          | svincolato |

## Risultati

### Eliteserien

#### Girone di andata
| Arbitro: | Edvartsen (Hamar) |

|              |           |              |
| Richards 25’ | Marcatori | 13’ Phillips |

| Arbitro: | Johnsen (Tønsberg) |

|                                          |           |           |
| Kjartansson 7’, 90’ (rig.) Lindkvist 79’ | Marcatori | 37’ Olsen |

| Arbitro: | Hobber Nilsen (Oslo) |

|                                                    |           |              |
| Sané 17’ Richards 54’ P. Ndiaye 72’ M. N'Diaye 87’ | Marcatori | 15’, 36’ Flo |

| Arbitro: | Kjensli (Oslo) |

|                     |           |                                  |
| Laajab 7’ Olsen 81’ | Marcatori | 12’ Gamst Pedersen 63’ Søderlund |

| Arbitro: | Hafsås (Trondheim) |

|                                   |           |                |
| Høiland 13’ (rig.) Fontanello 51’ | Marcatori | 76’ M. N'Diaye |

| Arbitro: | Sandmoen (Kjelsås) |

|            |           |                        |
| Chatto 14’ | Marcatori | 7’ Knudtzon 76’ Fofana |

| Arbitro: | Hagen (Grue) |

|                      |           |  |
| Fossum 8’ Hamoud 24’ | Marcatori |  |

| Arbitro: | Døvle (Larvik) |

|                          |           |            |
| Laajab 10’ P. Ndiaye 45’ | Marcatori | 74’ Stølås |

| Arbitro: | Moen (Haugesund) |

|               |           |                         |
| Lorentzen 87’ | Marcatori | 35’ Olsen 61’ P. Ndiaye |

| Arbitro: | Edvartsen (Hamar) |

|                 |           |              |
| Laajab 45’, 80’ | Marcatori | 36’ Andersen |

| Arbitro: | Sandmoen (Kjelsås) |

|                          |           |                                 |
| Sverrisson 19’ Nisja 45’ | Marcatori | 26’ M. N'Diaye 50’, 63’ Karlsen |

| Arbitro: | Kjensli (Oslo) |

|            |           |  |
| Langås 16’ | Marcatori |  |

| Arbitro: | Hobber Nilsen (Oslo) |

|                     |           |            |
| Rindarøy 61’ (aut.) | Marcatori | 15’ Toivio |

| Arbitro: | Lundby (Bøverbru) |

|                    |           |               |
| Zajić 22’ Wiig 86’ | Marcatori | 66’ P. Ndiaye |

| Arbitro: | Døvle (Larvik) |

|  |           |                                         |
|  | Marcatori | 69’ Samuelsen 72’ Rashani 78’ Halvorsen |

#### Girone di ritorno
| Arbitro: | Rafiq (Oslo) |

|                            |           |            |
| Sané 72’ (aut.) Asante 90’ | Marcatori | 56’ Laajab |

| Arbitro: | Helgerud (Lier) |

|                                     |           |                                                                |
| Laajab 6’, 57’ (rig.) P. Ndiaye 36’ | Marcatori | 31’ Zajić 51’ Thømt Jensen 81’ (rig.) Kronberg 85’ Þórarinsson |

| Arbitro: | Hansen (Feda) |

|                         |           |                      |
| Barrantes 45’ James 60’ | Marcatori | 82’ (aut.) Grytebust |

| Arbitro: | Johnsen (Tønsberg) |

|  |           |            |
|  | Marcatori | 87’ Chatto |

| Arbitro: | Kjensli (Oslo) |

|               |           |            |
| P. Ndiaye 85’ | Marcatori | 55’ Brenes |

| Arbitro: | Skjerven (Kaupanger) |

|             |           |                         |
| Gytkjær 59’ | Marcatori | 10’ P. Ndiaye 43’ Olsen |

| Arbitro: | Hafsås (Trondheim) |

|                                                 |           |                              |
| M. N'Diaye 11’ Olsen 28’ Laajab 49’ (rig.), 65’ | Marcatori | 7’ Larsen 17’, 60’ Grindheim |

| Arbitro: | Edvartsen (Hamar) |

|                                        |           |                        |
| Riski 66’ Helland 74’ (rig.) Malec 90’ | Marcatori | 51’ (aut.) Reginiussen |

| Arbitro: | Sandmoen (Kjelsås) |

|  |           |                                              |
|  | Marcatori | 4’ (rig.), 60’ Sørum 82’ Fossum 86’ Kastrati |

| Arbitro: | Johnsen (Tønsberg) |

|                                  |           |            |
| Gulbrandsen 12’ Singh 79’ (rig.) | Marcatori | 49’ Laajab |

| Arbitro: | Hansen (Feda) |

|         |           |             |
| Moe 37’ | Marcatori | 90’ Jalasto |

| Arbitro: | Skjerven (Kaupanger) |

|                                        |           |                                 |
| Bentley 21’ Shala 35’ Johnsen 58’, 83’ | Marcatori | 13’ Richards 45’, 62’ P. Ndiaye |

| Arbitro: | Edvartsen (Hamar) |

|                        |           |            |
| Laajab 32’, 42’ (rig.) | Marcatori | 64’ Mojsov |

| Arbitro: | Kjensli (Oslo) |

|                                         |           |  |
| Friday 12’, 83’ Fofana 13’ Pálmason 90’ | Marcatori |  |

| Arbitro: | Hafsås (Trondheim) |

|                                  |           |                           |
| Moe 50’ Konradsen 54’ Laajab 74’ | Marcatori | 44’ Nisja 71’ (aut.) Sané |

### Norgesmesterskapet
| Arbitro: | Havig |

|  |           |                                               |
|  | Marcatori | 23’, 85’ M. N'Diaye 38’ Moe 77’, 87’ Berglann |

| Arbitro: | Amundsen |

|             |           |                                  |
| Bakksjø 78’ | Marcatori | 9’, 17’ M. N'Diaye 88’ Konradsen |

| Arbitro: | Berntsen (Vang) |

|              |           |                    |
| Espejord 15’ | Marcatori | 45’ Olsen 63’ Sané |

| Arbitro: | Hagen (Grue) |

|  |           |                          |
|  | Marcatori | 30’ Kassi 84’ (rig.) Adu |

## Statistiche

### Statistiche di squadra
| Competizione      | Punti | Totale | Totale | Totale | Totale | Totale | Totale | D.R. |
| Competizione      | Punti | G      | V      | N      | P      | Gf     | Gs     | D.R. |
| ----------------- | ----- | ------ | ------ | ------ | ------ | ------ | ------ | ---- |
| Eliteserien       | 35    | 30     | 10     | 5      | 15     | 45     | 60     | -15  |
| Coppa di Norvegia | -     | 4      | 3      | 0      | 1      | 10     | 4      | +6   |
| Totale            | 35    | 34     | 13     | 5      | 16     | 55     | 64     | -9   |

### Statistiche dei giocatori
In corsivo i calciatori che hanno lasciato la società durante la stagione.
| Giocatore      | Eliteserien | Eliteserien | Eliteserien | Eliteserien | Coppa di Norvegia | Coppa di Norvegia | Coppa di Norvegia | Coppa di Norvegia | Totale   | Totale | Totale      | Totale     |
| Giocatore      | Presenze    | Reti        | Ammonizioni | Espulsioni  | Presenze          | Reti              | Ammonizioni       | Espulsioni        | Presenze | Reti   | Ammonizioni | Espulsioni |
| -------------- | ----------- | ----------- | ----------- | ----------- | ----------------- | ----------------- | ----------------- | ----------------- | -------- | ------ | ----------- | ---------- |
| P. Londak      | 18          | -36         | 0           | 1           | 0                 | 0                 | 0                 | 0                 | 18       | -36    | 0           | 1          |
| R. Imingen     | 18          | 0           | 0           | 0           | 2                 | 0                 | 0                 | 1                 | 20       | 0      | 0           | 1          |
| Z. Valentin    | 3           | 0           | 0           | 0           | 0                 | 0                 | 0                 | 0                 | 3        | 0      | 0           | 0          |
| T. Braaten     | 20          | 0           | 1           | 0           | 2                 | 0                 | 0                 | 0                 | 22       | 0      | 1           | 0          |
| T. Jacobsen    | 27          | 0           | 1           | 0           | 4                 | 0                 | 1                 | 0                 | 31       | 0      | 2           | 0          |
| A. Karlsen     | 20          | 2           | 1           | 0           | 4                 | 0                 | 0                 | 0                 | 24       | 2      | 1           | 0          |
| P. A. Ndiaye   | 30          | 9           | 2           | 0           | 2                 | 0                 | 1                 | 0                 | 32       | 9      | 3           | 0          |
| D. Berntsen    | 10          | 0           | 2           | 0           | 0                 | 0                 | 0                 | 0                 | 10       | 0      | 2           | 0          |
| T. Knarvik     | 0           | 0           | 0           | 0           | 0                 | 0                 | 0                 | 0                 | 0        | 0      | 0           | 0          |
| J. Johansen    | 6           | 0           | 1           | 0           | 2                 | 0                 | 1                 | 0                 | 8        | 0      | 2           | 0          |
| A. Laajab      | 30          | 13          | 2           | 0           | 3                 | 0                 | 1                 | 0                 | 33       | 13     | 3           | 0          |
| J. Kolstad     | 0           | 0           | 0           | 0           | 0                 | 0                 | 0                 | 0                 | 0        | 0      | 0           | 0          |
| U. Saltnes     | 7           | 0           | 0           | 0           | 3                 | 0                 | 0                 | 0                 | 10       | 0      | 0           | 0          |
| D. Chatto      | 25          | 2           | 5           | 0           | 1                 | 0                 | 0                 | 0                 | 26       | 2      | 5           | 0          |
| M. Konradsen   | 16          | 1           | 0           | 0           | 4                 | 1                 | 0                 | 0                 | 20       | 2      | 0           | 0          |
| M. Normann     | 0           | 0           | 0           | 0           | 1                 | 0                 | 0                 | 0                 | 1        | 0      | 0           | 0          |
| B. Moe         | 26          | 2           | 3           | 0           | 4                 | 1                 | 0                 | 0                 | 30       | 3      | 3           | 0          |
| M. N'Diaye     | 27          | 4           | 4           | 0           | 4                 | 4                 | 0                 | 0                 | 31       | 8      | 4           | 0          |
| U. Berglann    | 8           | 0           | 0           | 0           | 3                 | 2                 | 0                 | 0                 | 11       | 2      | 0           | 0          |
| D. Edvardsen   | 0           | 0           | 0           | 0           | 0                 | 0                 | 0                 | 0                 | 0        | 0      | 0           | 0          |
| M. Pedersen    | 0           | 0           | 0           | 0           | 0                 | 0                 | 0                 | 0                 | 0        | 0      | 0           | 0          |
| V. Sané        | 27          | 1           | 6           | 1           | 4                 | 1                 | 0                 | 0                 | 31       | 2      | 6           | 1          |
| K. Brix        | 28          | 0           | 4           | 0           | 4                 | 0                 | 0                 | 0                 | 32       | 0      | 4           | 0          |
| L. Staw        | 14          | -24         | 0           | 0           | 4                 | -4                | 0                 | 0                 | 18       | -28    | 0           | 0          |
| P. Berg        | 1           | 0           | 0           | 0           | 1                 | 0                 | 0                 | 0                 | 2        | 0      | 0           | 0          |
| D. Richards    | 22          | 3           | 2           | 0           | 1                 | 0                 | 0                 | 0                 | 23       | 3      | 2           | 0          |
| T. Olsen       | 28          | 6           | 3           | 0           | 2                 | 1                 | 1                 | 0                 | 30       | 7      | 4           | 0          |
| A. Peatcov     | 0           | 0           | 0           | 0           | 0                 | 0                 | 0                 | 0                 | 0        | 0      | 0           | 0          |
| S. N. Chooly   | 0           | 0           | 0           | 0           | 0                 | 0                 | 0                 | 0                 | 0        | 0      | 0           | 0          |
| M. Johansen    | 0           | 0           | 0           | 0           | 0                 | 0                 | 0                 | 0                 | 0        | 0      | 0           | 0          |
| P. V. Svendsen | 0           | 0           | 0           | 0           | 0                 | 0                 | 0                 | 0                 | 0        | 0      | 0           | 0          |
| F. Thomassen   | 0           | 0           | 0           | 0           | 0                 | 0                 | 0                 | 0                 | 0        | 0      | 0           | 0          |
| V. W. Vinje    | 0           | 0           | 0           | 0           | 0                 | 0                 | 0                 | 0                 | 0        | 0      | 0           | 0          |